# The National (Escòcia)
The National és un periòdic diari escocès propietat de Newsquest que començà la seva publicació el 24 de novembre de 2014. És un periòdic pròxim al The Herald i The Sunday Herald; el 21 de novembre es van anunciar els detalls del llançament.
És l'únic diari a Escòcia que dona suport a la independència d'Escòcia, i s'està posant a prova en resposta a una petició dels lectors del The Herald per a un diari pro-independència. Durant el referèndum d'independència de 2014, The Sunday Herald va ser l'únic diari que va donar suport al «Sí» de la campanya. L'editor de The Sunday Herald, Richard Walker, és l'encarregat d'editar-lo i començà amb una tirada inicial de 50.000 exemplars. El 22 de novembre, Walker va dir en una reunió de simpatitzants del Partit Nacional Escocès, aplegats al The SSE Hydro de Glasgow, que el nou periòdic s'editaria per un període de prova de cinc dies, però que es quedaria permanentment al mercat si hi havia prou demanda. Cada exemplar té un preu de 50 penics, mentre que una versió digital també estaria disponible mitjançant subscripció.
El 25 de març de 2017, The National va publicar una entrevista a Carme Forcadell que denunciava que el govern espanyol hagués optat per una "via repressiva" i pels tribunals en el procès independentista català.